# Krystyna Meissner
Krystyna Jadwiga Meissner-Erhardt est une directrice de théâtre, réalisatrice et metteuse en scène polonaise née le 19 juin 1933 à Varsovie et morte le 20 février 2022,,.

## Biographie
Cheffe et directrice artistique des théâtres de Zielona Góra, Toruń, Cracovie et Wrocław.